# Jonnie Irwin
Jonathan James Irwin (Rugby, 18 november 1973 – Newcastle, 2 februari 2024) was een Brits tv-presentator en schrijver.

## Loopbaan
In 2004 werd Irwin samen met collega-presentatrice Jasmine Harman gekozen uit honderden kandidaten om de show A Place in the Sun – Home or Away op het Britse Channel 4 te presenteren. Er zijn in 18 jaar tijd meer dan 200 afleveringen opgenomen. In België werd dit programma uitgezonden op VTM.
Irwin presenteerde ook afleveringen van BBC-programma's Escape to the Country en To Buy or Not to Buy. Verder heeft hij ook de spin-off gepresenteerd van Escape to the Country: Escape to the Perfect Town.
In januari 2011 zond Sky 1 Irwin's eigen show uit genaamd Dream Lives for Sale, waarin hij mensen hielp hun leven in het VK achter zich te laten en een bedrijf te kopen. Eind dat jaar begon hij aan een nieuwe serie, The Renovation Game.

## Privé
Irwin was een fervent sportman. Hij speelde rugby voor Lutterworth RFC en vervolgens voor Rugby Lions RFC, tot een ongeluk in een sevens-toernooi waarin hij zijn rug brak en vervolgens met pensioen ging.
Irwin trouwde in september 2016. Hij en zijn vrouw kregen samen drie zoons. 

### Ziekte en overlijden
Op 13 november 2022 deelde Irwin mee dat hij terminale longkanker had, nadat hij in 2020 was gediagnosticeerd. In een interview met Hello! zei Irwin: "Ik weet niet hoe lang ik nog over heb, maar ik probeer positief te blijven en mijn houding is dat ik met kanker leef, niet eraan sterf. Ik heb kleine markeringen ingesteld - dingen die ik nog mee wil maken [...] Ik doe er alles aan om die ene dag zo lang mogelijk uit te stellen. Dat ben ik Jess en onze jongens verschuldigd. Sommige mensen in mijn functie hebben bucketlists, maar ik wil gewoon dat we als gezin zoveel mogelijk doen."
Irwin beschuldigde de programmamakers van A Place in the Sun ervan hem als presentator te hebben ontslagen vanwege zijn kankerdiagnose.
Irwin overleed op 2 februari 2024 op 50-jarige leeftijd.